# برلیکوم
برلیکوم (به هلندی: Berlicum) یک منطقهٔ مسکونی در هلند است که در سینت-میخیلسخستل واقع شده‌است. برلیکوم ۹٬۷۴۳ نفر جمعیت دارد.

## نگارخانه

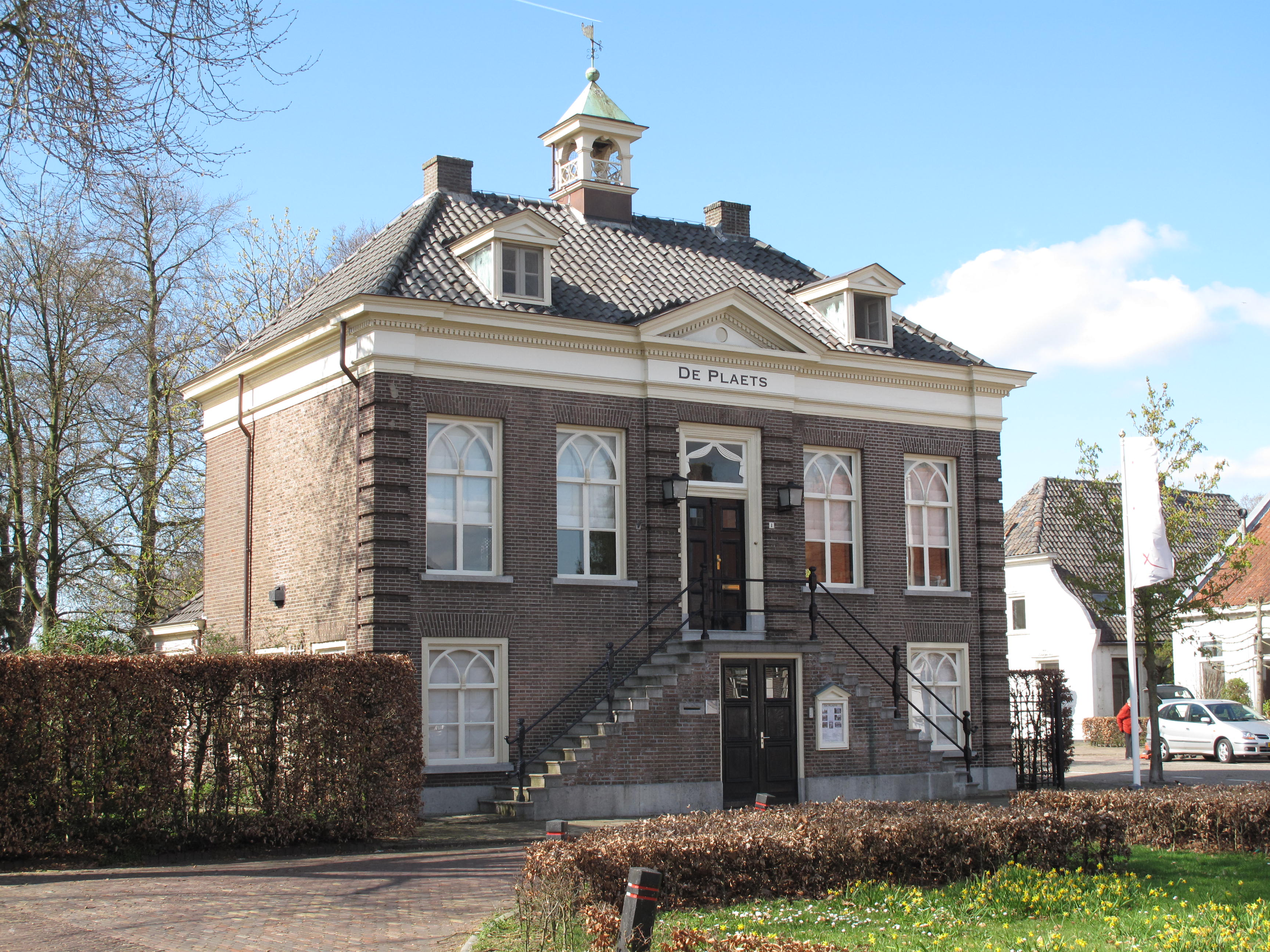
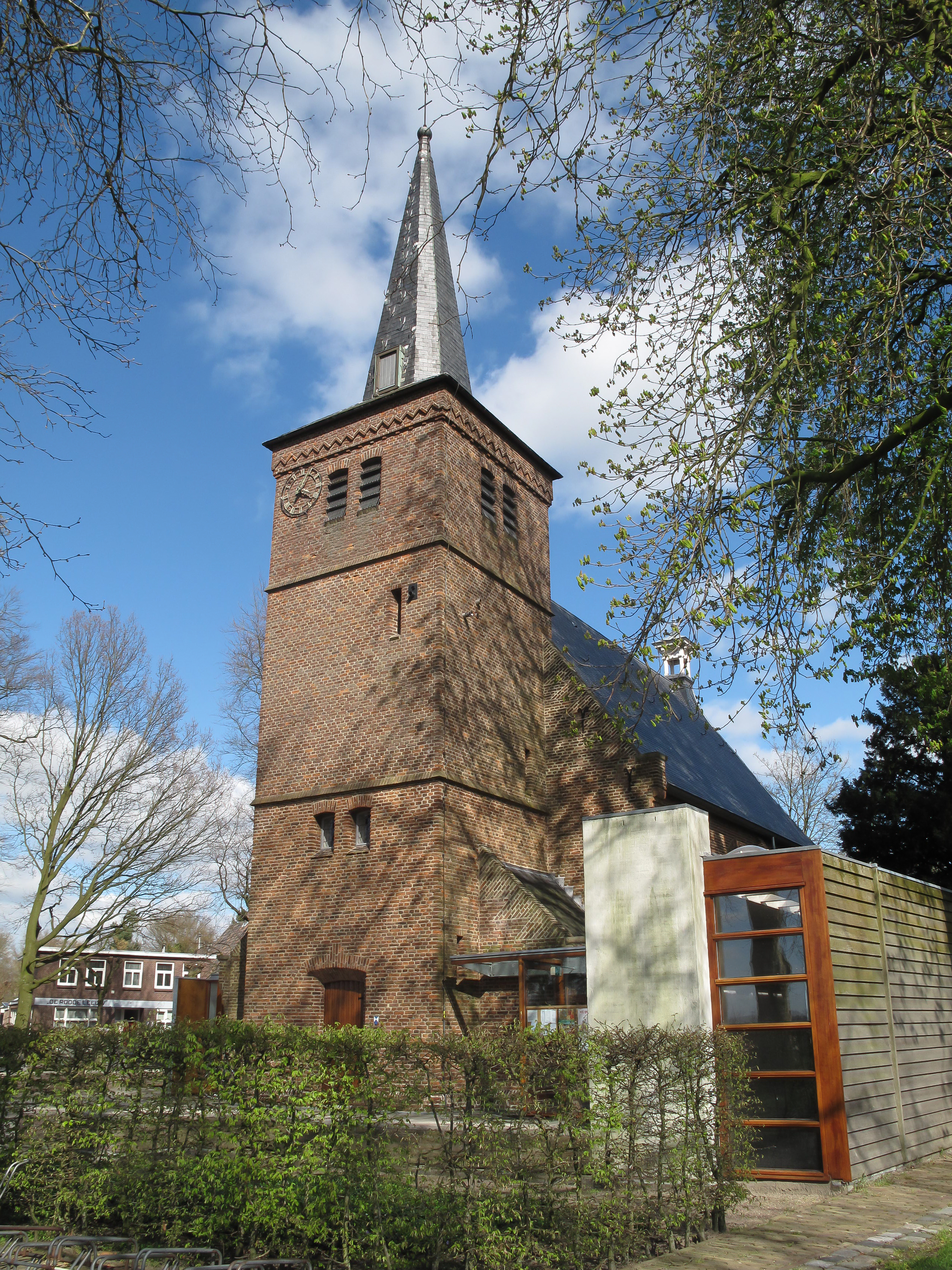
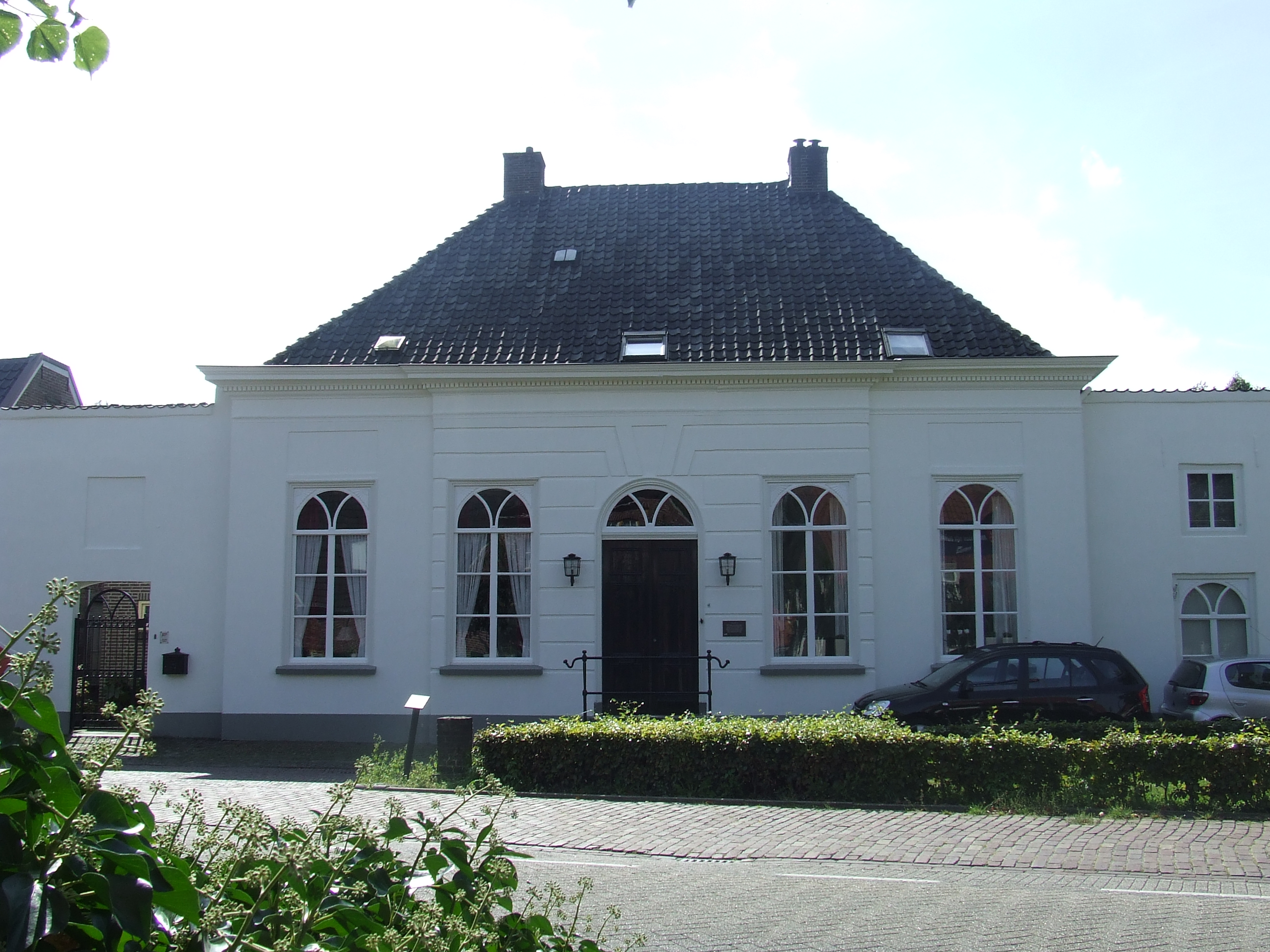
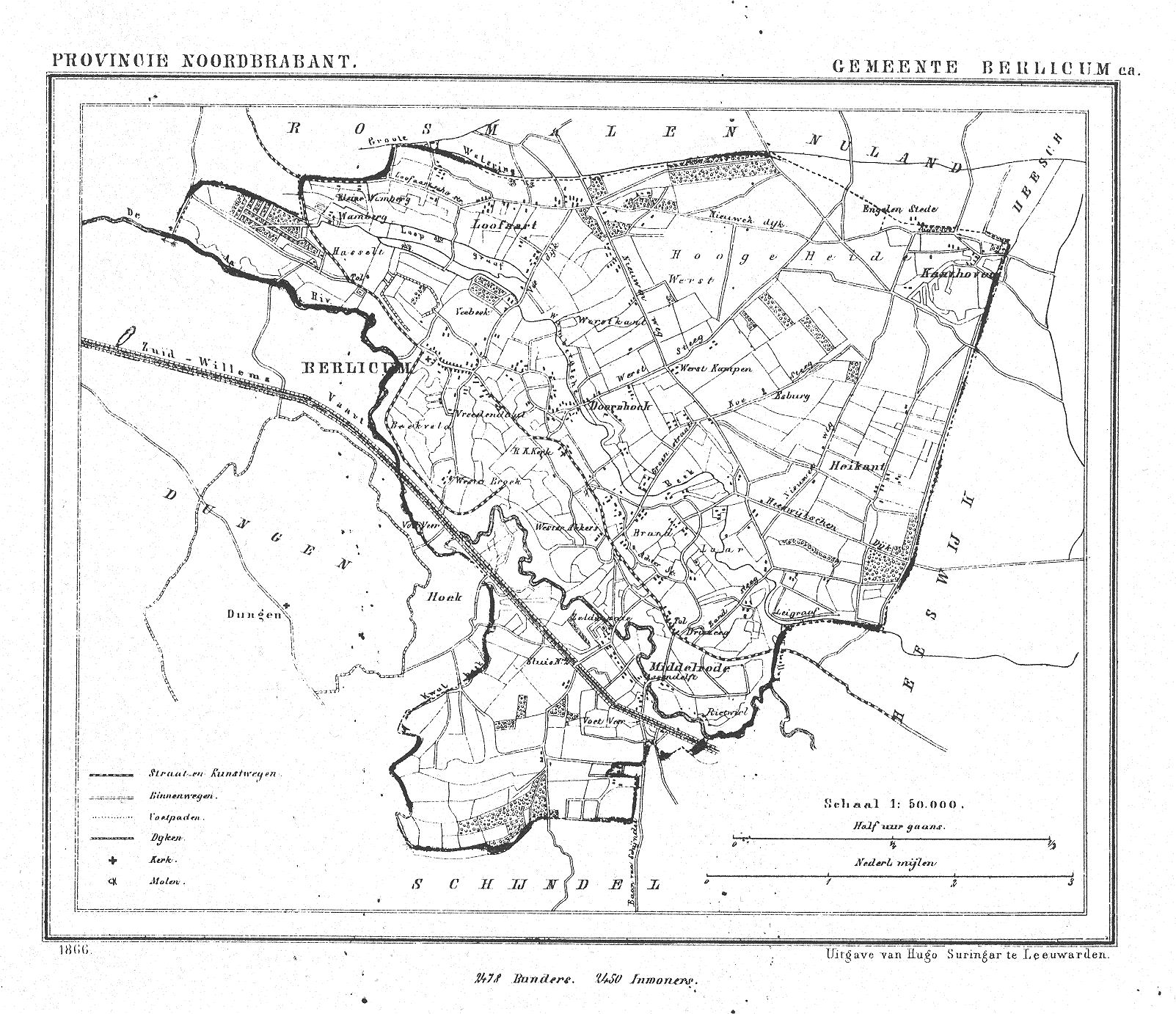
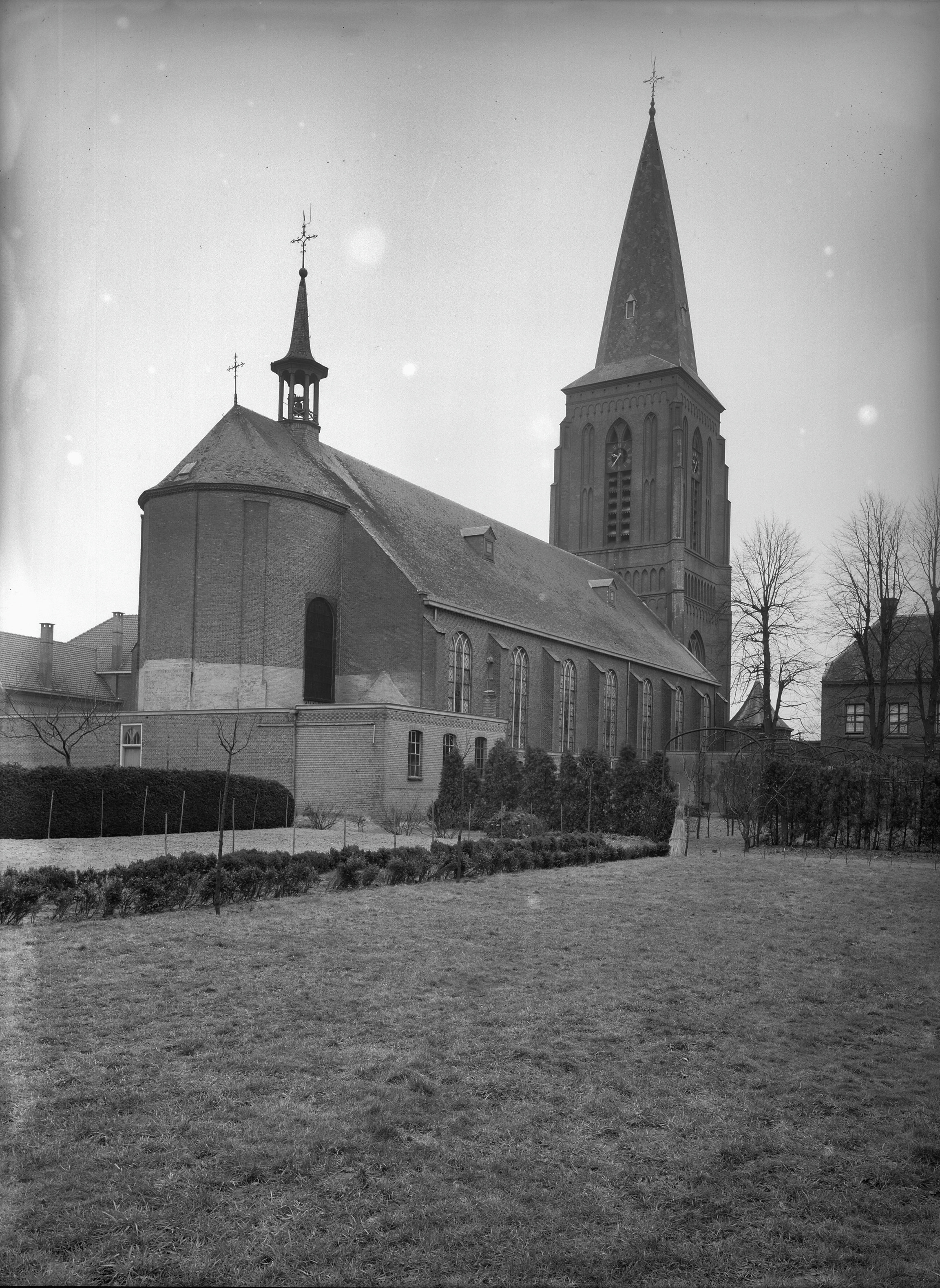